# Sender Hesselberg
Der Sender Hesselberg (auch als Funkübertragungsstelle Wittelshofen 1) ist ein Sendeturm für UKW, digitales Fernsehen, Mobilfunk und Richtfunk auf dem Hesselberg in der Nähe von Wassertrüdingen. Betreiber der Anlage ist die Deutsche Funkturm, eine Tochtergesellschaft der Deutschen Telekom AG.
Der weithin sichtbare 98 m hohe Sender ist ein Grundnetzsender für das bayerische DVB-T-Sendernetz. Das Sendegebiet umfasst die Region westliches Mittelfranken und nördliches Schwaben.
Der auf 674 Meter ü. NN gelegener Sendeturm ist von ungewöhnlicher Bauweise: Er ist als Hybridturm ausgeführt und besteht aus einem freistehenden Stahlfachwerkturm als Unterbau und einem abgespannten Sendemast als Oberteil. In 35 Meter, 40 Meter und 88,50 Meter Höhe besitzt der Mast Richtfunkplattformen.
Von 1968 bis 1970 wurde das heutige Sendergebäude errichtet. 1970 wurden dann die analogen Fernsehsender in Betrieb genommen. Im Jahre 1993 erhielt der Sender einen neuen, fünf Tonnen schweren, GfK-Zylinder, der neue TV-Sendeantennen enthielt. Die Kosten für den Gesamtumbau beliefen sich auf 2,1 Mio. DM.
Bis zur Umstellung auf DVB-T am 25. November 2008 wurde analoge Fernsehen ausgestrahlt.
Des Weiteren unterhalten Funkamateure auf dem Hesselberg eine Relaisstation für Sprechfunk, Packet Radio und ATV. Die jeweiligen Sender auf den Frequenzen 439 MHz, 1240 MHz, 2400 MHz und 10,2 GHz werden mit den von der Bundesnetzagentur genehmigten 15 W ERP (24 W EIRP) betrieben. Die Energie für den Betrieb wird ausschließlich durch Solarzellen und Windkraft erzeugt. Die durch den Ukraine-Krieg und den daraus folgenden Energieengpass aufkommende Diskussion um Kommunikationsmöglichkeiten im Falle eines Blackouts machen diese Relaisstation zu einem Vorzeigeprojekt in Amateurfunkkreisen, da sie auch bei völligem Ausfall der öffentlichen Stromversorgung allen Funkamateuren in ihrem Einzugsbereich eine Kommunikation untereinander ermöglicht.
Seit 14. Januar 2014 befindet sich eine zweite von Funkamateuren betriebene Station in der Betriebsart APRS mit dem Rufzeichen DB0EBZ im Hesselberghaus des Evangelischen Bildungszentrum Hesselberg, Das am 6. August 2016 in den Testbetrieb gegangene DMR-Relais unter dem Rufzeichen DB0HLB wurde am 27. Oktober 2020 durch ein D-Star Test Relais auf der Frequenz 439,450 MHz -7,6 unter dem Rufzeichen DB0EBZ ersetzt.
Da auf eine Umstellung auf DVB-T2 verzichtet wurde, ist Mitte November 2021 der 23 Meter hohe GfK-Zylinder mit den UHF-Antennen abgebaut worden. Die Höhe verringerte sich so von 121 auf etwa 98 Meter.

## Frequenzen und Programme

### Analoges Radio (UKW)
Beim Antennendiagramm sind im Falle gerichteter Strahlung die Hauptstrahlrichtungen in Grad angegeben. In UKW werden folgende Programme ausgestrahlt:
| Frequenz (in MHz) | Programm | RDS PS   | RDS PI | Regionalisierung | ERP (in kW) | Antennen- diagramm rund (ND)/ gerichtet (D) | Polarisation horizontal (H)/ vertikal (V) |
| ----------------- | -------- | -------- | ------ | ---------------- | ----------- | ------------------------------------------- | ----------------------------------------- |
| 89,1              | Radio 8  | RADIO_8_ | D47E   | –                | 0,1         | ND                                          | H                                         |

### Digitales Radio (DAB)
DAB wird in vertikaler Polarisation und im Gleichwellenbetrieb mit anderen Sendern ausgestrahlt.
| Block                       | Programme | ERP (in kW) | Antennen- diagramm rund (ND)/ gerichtet (D) | Gleichwellennetz (SFN) |
| --------------------------- | --- | ----------- | ------------------------------------------- | --- |
| 11D BR Bayern (D__00165)    | DAB-Block des Bayerischen Rundfunks - Bayern 1 (Oberbayern) (96 kbps) - Bayern 1 (Niederbayern/Oberpfalz) (96 kbps) - Bayern 1 (Franken) (96 kbps) - Bayern 2 (96 kbps) - Bayern 3 (96 kbps) - BR-Klassik (144 kbps) - BR24 (72 kbps, Mono) - BR Schlager (96 kbps) - Puls (96 kbps) - BR Heimat (128 kbps) - BR Verkehr (16 kbps, Mono) - Antenne Bayern (80 kbps) - BR EPG (8 kbps Daten) - ARD TPEG (24 kbps) | 10          | ND                                          | - Unterfranken: Alzenau (Hahnenkamm), Burgsinn (Main-Spessart), Dettelbach, Ebern, Gemünden, Hammelburg, Kreuzberg (Rhön), Miltenberg-Wenschdorf, Neustadt am Main, Obernburg am Main, Ostheim/Heidelberg, Pfaffenberg (Aschaffenburg), Schweinfurt (Schonungen), Volkach, Wertheim, Würzburg (Frankenwarte), Zeil am Main - Oberfranken: Bad Steben, Bamberg (Geisberg), Burgwindheim (geplant), Coburg (Eckardtsberg), Hof (Labyrinthberg), Kronach, Kulmbach, Ludwigsstadt (Ebersdorf), Ochsenkopf (Fichtelgebirge), Pegnitz - Mittelfranken: Büttelberg, Hesselberg, Hersbruck, Nürnberg (Fernmeldeturm), Rothenburg ob der Tauber, Treuchtlingen, Weißenburg - Oberpfalz: Altenstadt, Amberg (Hirschau), Amberg-Süd, Dillberg (Neumarkt), Fuchsmühl, Geigant, Hoher Bogen (Furth im Wald), Hohe Linie (Regensburg), Kallmünz (geplant), Pfreimd, Schönsee (Drechselberg), Weigendorf - Niederbayern: Brotjacklriegel, Deggendorf (Aletsberg), Dingolfing, Einödriegel, Kelheim, Landshut (Altdorf), Mainburg, Mallersdorf-Pfaffenberg, Oberfrauenwald, Passau (Kühberg), Pfarrkirchen, Rattenberg, Rotthalmünster, Viechtach (Weigelsberg) (geplant), Vilsbiburg - Schwaben: Augsburg (Hotelturm), Augsburg (Welden), Balderschwang (Oberberg), Grünten, Hühnerberg (Harburg), Markt Wald, Memmingen, Pfänder (Vorarlberg), Pfronten (Breitenberg), Ulm (Kuhberg) - Oberbayern: Bad Tölz (Gaißach), Berchtesgaden (Jenner), Eichstätt, Fürstenfeldbruck (Schöngeising), Gelbelsee, Herzogstand (Fahrenbergkopf), Hochberg (Traunstein), Hohenpeißenberg, Inntal (Ebbs), Isen, München-Freimann, München-Ismaning, München (Olympiaturm), Neuötting, Oberammergau (Laber), Pfaffenhofen (Wolfsberg), Pfaffenhofen (BR), Reit im Winkl, Untersberg (Salzburg), Tegernseer Tal (Wallberg), Wasserburg am Inn (Koblberg), Wendelstein (Bayrischzell) |
| 8C Mittelfranken (D__00327) | DAB-Block des Bayerischen Rundfunks - Bayern 1 (Mainfranken) (96 kbps) - Bayern 1 (Schwaben) (96 kbps) - BR24live (64 kbps, Mono) - BR Verkehr (16 kbps, Mono) - Radio Teddy (72 kbps) - egoFM (72 kbps) - Radio 8 (72 kbps) - Galaxy Mittelfranken (72 kbps) - Arabella Bayern (96 kbps) - Rock Antenne Bayern (72 kbps) - BR EPG (8 kbps)                                                                      | 10          | D                                           | Büttelberg, Dillberg, Hesselberg, Hersbruck, Nürnberg (Fernmeldeturm), Rothenburg ob der Tauber, Treuchtlingen, Weißenburg |

### Digitales Fernsehen (DVB-T)
Am Sender Hesselberg endet am 24. April 2018 die Ausstrahlung von DVB-T. Aus Kostengründen und aufgrund einer durch den Standard DVB-T2 insgesamt verbesserten Versorgungsleistung wird am Standort Hesselberg auf eine DVB-T2 HD Umstellung verzichtet. Die Abdeckung der Region soll danach durch die Sender Dillberg, Nürnberg, Büttelberg und Aalen gewährleistet werden.
| Kanal | Frequenz (in MHz) | Multiplex                    | Programme im Multiplex                                                                   | ERP (in kW) | Antennen- diagramm rund (ND)/ gerichtet (D) | Polarisation horizontal (H)/ vertikal (V) | Modulations- verfahren | FEC | Guard- intervall | Bitrate (in MBit/s) | Gleichwellennetz (SFN)                                       |
| ----- | ----------------- | ---------------------------- | ---------------------------------------------------------------------------------------- | ----------- | ------------------------------------------- | ----------------------------------------- | ---------------------- | --- | ---------------- | ------------------- | ------------------------------------------------------------ |
| 41    | 634               | ARD Digital (BR)             | - Das Erste (BR Nord) - ARTE - Phoenix - One                                             | 100         | ND                                          | H                                         | 16-QAM                 | 2/3 | 1/4              | 13,27               | Hesselberg                                                   |
| 58    | 770               | ARD regional (BR) Nordbayern | - Bayerisches Fernsehen (Franken) - ARD-alpha - MDR Fernsehen (Thüringen) - hr-fernsehen | 100         | ND                                          | H                                         | 16-QAM                 | 2/3 | 1/4              | 13,27               | Hesselberg                                                   |
| 44    | 658               | ZDFmobil                     | - ZDF - 3sat - KiKA (6–21 Uhr)/ZDFneo (21–6 Uhr) - ZDFinfo                               | 50          | ND                                          | H                                         | 16-QAM                 | 2/3 | 1/4              | 13,27               | Hesselberg, Gelbelsee, Welden (Augsburg), Pfaffenhofen (ilm) |

### Analoges Fernsehen
Bis zur Umstellung auf DVB-T wurden folgende Programme in analogem PAL gesendet:
| Kanal | Frequenz (MHz) | Programm                        | ERP (kW) | Sendediagramm rund (ND)/ gerichtet (D) | Polarisation horizontal (H)/ vertikal (V) |
| ----- | -------------- | ------------------------------- | -------- | -------------------------------------- | ----------------------------------------- |
| 32    | 559,25         | ZDF                             | 360      | ND                                     | H                                         |
| 47    | 679,25         | Bayerisches Fernsehen (Franken) | 440      | ND                                     | H                                         |